# Casa Puig (Palafrugell)
Casa Puig és un edifici del municipi de Palafrugell (Baix Empordà) inclòs en l'Inventari del Patrimoni Arquitectònic de Catalunya.

## Descripció
Edifici que fa cantonada entre els carrers dels Valls, Mare de Déu i M. Riera, format per planta baixa i dos pisos. A la planta baixa té obertures rectangulars de tipus senzill, i al primer pis un balcó corregut comú a les dues façanes principals i sostingut per mènsules, algunes de les quals recolzen sobre columnes decorades amb motius vegetals. Al primer pis hi ha dues tribunes a la façana del carrer dels Valls, amb barana i part superior de pedra, decorada amb motius florals. Al carrer de la Mare de Déu hi ha dos balcons rectangulars amb motllura superior de tipus senzill. Al segon pis les tribunes suporten balcons amb barana del mateix tipus que la tribuna. Les obertures (dues a cada façana) són rectangulars i amb la mateixa decoració que les del primer pis. El coronament és amb cornisa i barana de terrat.

## Història
L'edifici presenta les característiques tipològiques de les cases del segle xix, encara que alguns dels seus elements decoratius siguin propis del modernisme. Probablement fou construïda durant el segle xix, en el moment en què van ser enderrocades les muralles i, posteriorment, en època modernista, s'hi van fer obres de remodelació.